# コンスタンツァ市電
コンスタンツァ市電（ルーマニア語: Tramvaiul din Constanţa）は、かつてルーマニアの都市・コンスタンツァに存在した路面電車。1984年に開通し、大規模な路線網を有していたが、2008年までに廃止された。

## 概要・歴史
ルーマニアの都市・コンスタンツァには1905年に郊外の観光地へ向かう馬車鉄道が開通し、翌1906年に電化が行われたが、この路線は短期間で廃止されたとされている。また、第二次世界大戦中の1943年にも再度市内に路面電車が開通したが、早期にソビエト連邦（現：ウクライナ）のオデッサ（オデッサ市電）へ施設が全て移設されたため、運行期間は1年にも満たなかった。そのため、コンスタンツァ市内における公共交通の需要は長らく路線バスやトロリーバスによって賄われていた。
その後、1980年代の、ルーマニアでは海外への通貨流出を抑える国策として輸入品であった石油の量を抑えるため路面電車が各都市で整備されるようになった。コンスタンツァもその対象となり、1984年に事実上の3代目の路面電車であるコンスタンツァ市電が開通した。
以降は急速に路線網が拡大し、開業同年には第2の路線が開通したほか、1986年や1996年にも延伸が実施され、コンスタンツァ市電は総延長44 km、7系統を有する大規模な路線網となった。車両についても開業時から1990年まで導入されたルーマニアの国産車両である3車体連接車のV3Aに加え、1999年からはドイツのベルリン（ベルリン市電）から2車体連接車のタトラKT4Dの譲渡が実施された。
だが、2000年代にコンスタンツァ市の市長を務めていたラドゥ・マザーレは路面電車を交通渋滞の要因と見做し、コンスタンツァ市電の廃止を断行した。その結果、2004年の100号線を皮切りに路面電車の路線網の撤去および路線バスへの置き換えが実施され、2008年10月をもって全路線が廃止された。最後まで使用されていた車両はV3Aが35両、KT4Dが15両で、全車とも施設や架線と共にスクラップとして売却された。
その後、再度コンスタンツァ市内の公共交通機関の主力は路線バスとなったが、環境対策や輸送力の課題などから2016年の時点でコンスタンツァ市は路面電車の復活（事実上4度目の導入）を検討を要する案件の1つとして数えている。一方、かつての市電の名残として路線バスが停車するバス停の1つに「市電車庫（Depoou Tramvaie）」という名が存在する。